# Dubinski kvark
Dubinski kvark ili b kvark (eng. bottom quark) je jedan od elementarnih čestica od kojih se sastoji tvar. Drugi je po redu po masivnosti između 6 kvarkova. Masa mu je 4200 MeV/c2. Za više od 4 puta je teži od protona. Nastaje u skoro svim raspadima vršnog kvarka. Čini treću porodicu čestica prema standardnom modelu. Ima naboj od -1/3 e. Kao i svi kvarkovi spada u skupinu fermiona sa spinom od -1/2. Raspada se putem slabog međudjelovanja. Antičestica dubinskom kvarku je dubinski antikvark. Postulirali su ga 1973. Makoto Kobayashi i Toshihide Maskawa kako bi objasnili CP narušavanje, a prvi put ga je primijetio tim pod vodstvom Leona M. Ledermana 1977. u Fermilab-u .